# Archidendron gogolense
Archidendron gogolense là một loài thực vật có hoa trong họ Đậu. Loài này được (Lauterb. & K.Schum.) Dewit miêu tả khoa học đầu tiên.